# Uplik
Uplik – jezioro na pograniczu Równiny Mazurskiej i Pojezierza Mrągowskiego, położone w województwie warmińsko-mazurskim, w powiecie mrągowskim, w gminie Piecki, na szlaku kajakowym rzeki Krutynia.
Jezioro o dnie mulistym. Brzegi w części południowej wysokie, miejscami dosyć strome, obniżają się na północy. Jezioro otoczone jest drzewostanem Puszczy Piskiej. W części południowej łączy się z Jeziorem Zdróżno, a w części północno-wschodniej, poprzez wąską cieśninę, z Jeziorem Mokrym. Na prawym brzegu Uplika położony jest Rezerwat Czaplisko-Ławny Lasek. Typ jeziora – linowo-szczupakowy.